# Svinjetina
Svinjetina je naziv za meso dobiveno od svinje. Ovaj termin najčešće označava svježe svinjsko meso, ali se može koristiti i za mesne prerađevine dobivene od svinjskog mesa (šunka, slanina, pršut). Za meso mladih svinja, tj. prasadi, koristi se termin prasetina.
Svinjetina se može konzumirati u različitim oblicima, uključujući kuhanu, pečenu ili dimljenu svinjetinu. Također svinjetina se koristi u spremanju kobasica. Za razliku od govedine, svinja je vrlo korisna životinja, jer se za prehranu koristi gotovo cijela.
Svinjetina čini oko 38% proizvodnje mesa širom svijeta, mada konzumiranje varira od države do države. To je meso koje se najčešće konzumira diljem svijeta, s dokazima o uzgoju svinja koji datiraju iz 5000. godine pr. Kr.
Suhomesnato meso je grana kuharstva koja se bavi gotovim mesnim proizvodima kao što su: slanina, šunka, kobasice, paštete i dr., prvenstveno od svinja. Izvorno zamišljeni kao način očuvanja mesa prije pojave hlađenja, ovi su pripravci sada pripremljeni za okus koji proizlazi iz procesa konzerviranja.
U islamu i judaizmu zabranjeno je konzumirati svinjetinu.

## Galerija
- Pečena svinjetina
- Karta proizvodnje svinjetine u svijetu
- Dimljena svinjska rebrica
- Svježe svinjsko meso